# 龙岩洞摩崖石刻
龙岩洞摩崖石刻，位于中国福建省龙岩市新罗区城东翠屏山，唐天宝元年（742年），新罗县以龙岩洞为名，改为龙岩县。洞内石壁有题刻10余处，其中以明代名宦王源的《龙岩记》最为出名，全文1600字，楷体阴刻，布局严谨，书法刚劲。还有清王有容的《龙岩洞记》以及古迹“漏盐漏米”石窟等。2005年5月11日公布为第六批福建省文物保护单位。